# عبداللطیف نظری
عبداللطیف نظری (پشتو: ډاکټر عبداللطیف نظری) سیاستمدار اهل افغانستان است. وی دارای دکترای علوم سیاسی از دانشگاه تهران است. وی از ۲۶ دسامبر ۲۰۲۱ به حیث معین مسلکی وزارت اقتصاد افغانستان شروع به کار کرد.
وی از قبیله هزاره افغانستان است. او مؤسس دانشگاه غرجستان می‌باشد.